# Strangeland (película)
Strangeland es una película de terror estadounidense escrita por el músico Dee Snider y dirigida por John Pieplow. Se centra en los rituales macabros de modificación del cuerpo. Fue filmada en los alrededores de Colorado Springs y Denver.

## Sinopsis
Genevieve Gage y su mejor amiga, Tiana Moore, son típicas estudiantes de secundaria en Helverton, Colorado, que pasan su tiempo libre charlando con extraños en las salas de chat. Después de charlar con un supuesto alumno de instituto que se hace llamar "Capitán Howdy", Genevieve y Tiana deciden asistir a una fiesta en la casa del extraño personaje, sin saber que se dirigen a una trampa mortal.

## Reparto
- Dee Snider como Carlton Hendricks/Capitán Howdy.
- Linda Cardellini como Genevieve Gage.
- Kevin Gage como Mike Gage.
- Elizabeth Peña como Toni Gage.
- Brett Harrelson como Steve Christian.
- Robert Englund como Jackson Roth.
- Amy Smart como Angela Stravelli.
- Tucker Smallwood como Churchill Robbins.
- Ivonne Coll como Rose Stravelli.
- Robert LaSardo como Matt Myers.
- Barbara Champion como Catherine "Sunny" Macintosh.
- Amal Rhoe como Tiana Moore.

## Recepción
Strangeland recibió críticas generalmente negativas de acuerdo al sitio Rotten Tomatoes. De 17 reseñas solamente obtuvo una positiva: Luke Thompson de The New York Times escribió, "El personaje creado por Dee Snider es bastante aterrador, aunque la película decae con el paso de los minutos". Durante su estadía en los teatros, la película apenas recaudó $713.239 dólares del $1.100.000 invertidos en su realización, exhibiéndose en 315 cines de Norteamérica.